# The Truth Is Out There...and It Hurts (Čarovnice)
The Truth Is Out There...and It Hurts  je osma epizoda prve sezone serije Čarovnice.

## Obnova epizode
Prue uporabi urok, ki vse prisili govoriti resnico.To ji pomaga rešiti njeno prijateljico Tanyo, ki jo hoče ubiti Warlock iz prihodnosti. Prue pa urok izkoristi tudi za sebe, saj iz Andija izvleče odgovor, ali prenese resnico, da je čarovnica. Piper pa uporabi urok na Leotu, ki ga tudi prvič poljubi.